# Epedanulus sarasinorum
Genre
Espèce
Epedanulus sarasinorum, unique représentant du genre Epedanulus, est une espèce d'opilions laniatores de la famille des Epedanidae.

## Distribution
Cette espèce est endémique de Sulawesi en Indonésie.

## Description
Le mâle holotype mesure 3 mm.

## Étymologie
Cette espèce est nommée en l'honneur de Paul Benedict Sarasin (1856-1929) et Karl Friedrich Sarasin (1859–1942).

## Publication originale
- Roewer, 1914 : « Die Opiliones der Sammlung der Herren Drs. Paul u. Fritz Sarasin auf Celebes in den Jahren 1893–1896. » Archiv für Naturgeschichte, sér. A, vol. 79, no 10, p. 70-96 (texte intégral).